# Нанн, Билл
Билл Нанн (Уильям Дж. Нанн III, англ. William G. «Bill» Nunn III; 20 октября 1953, Питтсбург, Пенсильвания, США — 24 сентября 2016, там же) — американский актёр и продюсер, наиболее известен по роли Робби Робертсона в трилогии «Человек-паук», а также в фильмах: «Кэндимэн 2: Прощание с плотью», «Последнее соблазнение» и во многих других.
Родился в семье Уильяма Нанна-младшего — журналиста и редактора газеты Pittsburgh Courier, а также скаута НФЛ. Дед Нанна по отцовской линии был первым афроамериканским футбольным игроком в средней школе Джорджа Вестингауза. Окончил среднюю школу Шенли в Питтсбурге в 1970 году, в 1976 году выпустился из колледжа Морхаус в Атланте.
Умер в возрасте 63 лет после долгой битвы с лейкемией.
Был женат на Донне Нанн, от которой имел двух дочерей.